# جهانگیر صدیقی
جهانگیر صدیقی (انگلیسی: Jahangir Siddiqui) کارآفرین، بانکدار و نیکوکار اهل پاکستان است، که در سال ۲۰۰۷ بانک جی‌اس را تأسیس کرد. وی همچنین در سال ۱۹۷۱ شرکت جهانگیر صدیقی اند کو را تأسیس کرد.